# Мосора, Игорь Иванович
Игорь Иванович Мосора (укр. Ігор Іванович Мосора, род. 8 октября 1959 года, Рогатин) — советский украинский футболист, нападающий, мастер спорта СССР (1979). Известен по выступлениям за львовские «Карпаты» в Первой лиге СССР в конце 1970-х — начале 1980-х годов.

## Биография

### Детство
Родился 8 октября 1959 года в городе Рогатин. Воспитывался без отца, мать — главный бухгалтер Рогатинского автотранспортного предприятия. С детства занимался футболом, в пятом классе впервые попал на львовский стадион «Дружба». Окончил школу с золотой медалью, посещал физико-математический кружок и стал бронзовым призёром областной олимпиады по математике. Также восемь лет занимался бальными танцами и учился в музыкальной школе по классу скрипки. Футбольное образование получил в родном Рогатине под руководством Любомира Владимировича Дармица. После победы на одном из детских турниров команда Мосоры получила право поехать на матч ивано-франковского «Спартака» против казанского «Рубина», в котором тогда играл Виктор Колотов. Однако мечтой многих игроков команд Ивано-Франковской области была игра за львовские «Карпаты».

### «Карпаты»

#### Приход в команду
Ярослав Дмитрасевич и Анатолий Тищенко, следя за матчами школьной сборной Ивано-Франковской области, заметили Игоря Мосору. Когда он поступил в торгово-экономический институт, Тищенко предложил Мосоре поиграть в «Карпатах» и пригласил его на товарищеский турнир нескольких обществ — «Спартака», «Динамо», «Трудовых резервов» и «Зенита», причём «Карпаты» представляли тогда общество «Зенит». В шести встречах Мосора отличился 15 раз, выступая параллельно за дубль команды под руководством Бориса Рассыхина. Мосору хотели приобрести донецкий «Шахтёр», алма-атинский «Кайрат» и ташкентский «Пахтакор», также ему предлагали выступать за московское «Динамо» и «Нистру».
Сам Мосора, который учился в политехническом институте на факультете промышленного и гражданского строительства, не был уверен в том, что сможет пробиться в основной состав клуба, которым руководил Эрнест Юст, и подумывал даже уйти из клуба, пока начальником команды не стал Михаил Кусень, а пост тренера Юст не уступил Иштвану Секечу. Кусень переубедил Мосору и заставил его остаться в клубе, а окончательное решение Мосора принял после совета с помощником главного тренера Богданом Грещаком. Адаптацию в клубе Игорь прошёл благодаря Льву Броварскому, который имел большой авторитет в команде. Также игроку помогли освоиться в клубе Владимир Данилюк, Иван Буловчак и Ярослав Думанский — Думанский выступал с Мосорой за сборную Ивано-Франковской области среди школьников, однако не сразу начал общение с Мосорой после его прихода в клуб. Команда считалась на тот момент одной из самых молодых и перспективнейших команд в СССР.

#### Дебютные игры
В возрасте 19 лет Мосора дебютировал в первой лиге в марте 1979 года матчем против ашхабадского «Колхозчи», но ещё раньше дебютировал в зоне Кубка СССР в Ереване, где «Карпаты» выиграли группу, обойдя клубы «Арарат», «Жальгирис», «Черноморец», «Спартак» (Ивано-Франковск) и «Колос» (Никополь). В матче против «Жальгириса» Мосора забил первый гол, а также отдал голевой пас на Юрия Цымбалюка в том же матче. В том сезоне «Карпаты» дошли до полуфинала, проиграв московскому «Динамо» в дополнительное время. Благодаря своим выступлениям Мосора получил большое доверие от Секеча, Грещака и Тищенко. Мосора побывал с командой во многих городах, в том числе в Вильнюсе, Харькове, Днепропетровске, Донецке, Костроме, Хабаровске, Смоленске и многих других.
В одном из матчей Кястутис Латожа сломал ногу Мосоре, но игроку помог вылечиться и реабилитироваться львовский врач Ярослав Тягнибок, который сказал Игорю, что ходит на матчи «Карпат» только из-за выступлений Мосоры. Благодаря использованию барокамеры и психологическим беседам Тягнибок помог Мосоре быстро вернуться в строй. Команда выступала в то время в Первой лиге СССР и была намерена выйти в Высшую лигу СССР, поскольку год назад эту задачу выполнить не удалось.

#### Скандал в Орджоникидзе
В 1979 году Мосоре пообещали большие премиальные и бонусы за успешное выступление, однако никто ему так и не выплатил их из руководства клуба. 3 сентября 1979 года возмущённый Мосора уехал на маршрутном такси в Рогатин, однако Михаил Кусень ещё раньше добрался до города и увёз Мосору обратно на базу клуба, а на следующий день Секеч поставил его в основной состав на матч против «Спартака» из Орджоникидзе. Этот матч, состоявшийся 4 сентября 1979 года, стал известен скандалом в Первой лиге СССР: в присутствии 25 тысяч человек на стадионе Орджоникидзе на 75-й минуте «Карпаты» забили гол в ворота хозяев, ошибшихся при создании искусственного положения «вне игры». Владимир Дикий вместе с Игорем Мосора начал забег со своей половины поля, они вырвались на одного защитника. Дикий пробросил мяч и отдал поперечную передачу, и Мосора расстрелял пустые ворота. По словам Игоря Ивановича, стадион буквально чуть не начал рушиться: несколько болельщиков выскочили на поле и набросились с кулаками на игроков и судившего матч Гурама Гванцеладзе, однако поскольку они были полноватыми, то не догнали судью.
В течение полутора часов игроки не выходили из раздевалки, а позже туда стали заходить солдаты, которым, судя по всему, буйствовавшие болельщики разбили головы. Позже глава МВД Северо-Осетинской АССР появился на стадионе и убедил продолжить игру, гарантировав полную безопасность игрокам. Под давлением трибун «Карпаты» вынуждены были обороняться, а за две минуты до конца встречи вратарь львовян Александр Швойницкий чуть не пропустил гол после удара защитника спартаковцев — спас ситуацию Лев Броварский, который вынес головой мяч из пустых ворот. Матч завершился победой гостей 1:0, но на табло так и не изменили счёт, опасаясь за реакцию болельщиков. Команды обе ушли со стадиона под охраной милиции.

#### Выход в первую лигу
Несмотря на скандал, команда продолжила выступления и выиграла Первую лигу в 1979 году, став участницей Высшей лиги СССР. Степан Юрчишин стал рекордсменом по числу забитых мячей — 42 гола, причём все пенальти команды забивал именно Степан. По оценке Мосоры, Юрчишин в некоторых матчах порой читал мысли Игоря и отдавал при необходимости ему пас, с которой Мосора и забивал голы. Лучшему игроку был обещан автомобиль «Волга»: хотя единогласно команда признала Льва Броварского лучшим игроком, автомобиль получил именно Юрчишин. Из-за этого в команде разразился скандал, который её расколол на два лагеря: такие игроки, как Андрей Баль, Олег Родин, Юрий Суслопаров, Василий Щербей и многие другие поддержали Броварского, другие выступили за Юрчишина. Сам же Мосора выступал за компромиссное решение — и Юрчишин, и Броварский заслуживали автомобиль. Решение Иштвана Секеча отдать автомобиль Юрчишину подорвало его авторитет в команде.
Однако в следующем сезоне в 1980 году команда провалила сезон и выбыла из Высшей лиги. Иштвану Секечу не простили необдуманного решения по премиальным, а разлад в команде привёл к тому, что Секеча уволили уже во второй половине чемпионата, назначив тренером Ярослава Дмитрасевича, но это было сделано слишком поздно. Последней каплей стало поражение от «Кайрата» в Высшей лиге, когда «Карпаты», доминируя весь матч, пропустили нелепый гол из-за ошибки в обороне. На тот момент игроки уже не слушали указаний Секеча, не веря в его возможность спасти ситуацию. В 1981 году Юрчишин покинул команду. За три сезона он провёл 88 игр.

### «Нистру»
С 1982 по 1983 годы Мосора играл за кишинёвский «Нистру». По воспоминаниям Мосоры, в одном из матчей против смоленской «Искры» защитник Владимир Бабенко, который считался одним из самых грубых игроков (15 жёлтых и 5 красных карточек за сезон), в единоборстве выбросил Мосору на седьмую беговую дорожку от поля и устроил с ним перепалку на межнациональной почве. В самой команде Мосора выступал с такими известными одноклубниками, как Василий Щербей, Ион Карась, Павел Чебану, Николай Чеботарь, Александр Спиридон и многие другие, сделавшие успешную карьеру в футболе. Некоторые его одноклубники из «Карпат» также перешли в «Нистру», а после года выступлений Мосора получил квартиру, куда приглашал своих одноклубников в гости.
Тренерский штаб — Леонид Шевченко, Анатолий Полосин и Владимир Гасперский — умело организовывали тренировочный процесс, а условия проживания на базе были идеальны и порой сравнивались с условиями проживания игроков ведущих европейских команд. Игроки «Нистру» проживали в центре Кишинёва, а на базу команды нередко грузовики завозили большие запасы фруктов, которые присылало руководство. В 1983 году Мосора, окончив Львовский торгово-экономический институт, покинул клуб, который в 1983 году выступил в Высшей лиге СССР, но выбыл оттуда.

### После «Нистру»
После возвращения из клуба Мосора был призван в советскую армию. Он прошёл медкомиссию в Кишинёве, присягу принёс в Одессе. Службу проходил в спортивной роте, где служили такие спортсмены, как братья Причипенко, Валерий Галустов, Сергей Матухно, Геннадий Перепаденко. В шутку они называли Мосору «батькой Махно», поскольку выданная ему форма оказалась мала по размеру. Некоторое время Мосора числился в одесском клубе СКА, однако пробыл там недолго. Перед началом сезона его заявил клуб «Прикарпатье», хотя Мосору пытались отправить на службу на остров Змеиный.
После объединения СКА и «Карпаты» в единый клуб Мосора подумывал перейти в новую команду. Руководство профсоюзов, в чьём ведении были «Карпаты», расспрашивало футболистов о планах, однако руководитель клуба Иван Панцю пригрозил Мосоре серьёзными последствиями, если тот откажется переходить в новый клуб. Мосора наотрез отказался идти в команду и ушёл в ивано-франковский клуб «Прикарпатье», капитаном которого и числился. Выступал он за эту команду с 1984 по 1985 годы. Во время выступления за клуб он пережил трагедию: Мосора, разговаривая с первым секретарём обкома, собирался в гости к своему давнему другу Василия Щербея, а после разговора отправился на тренировку. Директор стадиона срочно вызвал Мосору к телефону, и от жены узнал, что Щербей скоропостижно скончался, хотя ничем не был болен.
Карьеру Мосора завершал в хмельницком «Подолье».

### После карьеры игрока
После карьеры игрока некоторое время Мосора работал менеджером в рогатинском клубе «Техно-Центр», игравшем во Второй лиге Украины. По словам Мосоры, команда была создана буквально из ничего. Главным тренером команды Михаил Савка, который ранее работал в тренерском штабе «Черноморца», а позже стал помощником Романа Григорчука в Азербайджане. В настоящее время Мосора является участником ветеранских турниров, причём играет как в поле, так и на позиции вратаря.

### Семья
Супруга — Вера Ивановна. С ней Мосора был знаком с самого детства, посещал один сад и учился с ней в одной школе, просидев восемь лет за партой. В браке родились две дочери (младшая родилась во время службы Мосоры в армии), которые вышли замуж за двух игроков «Карпат» — братьев Ярослава и Андрея Кикотей. У Мосоры есть трое внуков, один из которых — Максим — увлекается футболом. По словам тренера Мирона Маркевича, Максим может в перспективе[какой?] последовать по стопам деда.
Супруги Мосоры вместе с Андреем Балем — крёстные сына Ивана Буловчака.

## Достижения
- Победитель первой лиги СССР 1971 года